# Litoria castanea
Litoria castanea – gatunek płaza bezogonowego z podrodziny Pelodryadinae w obrębie rodziny rzekotkowatych (Hylidae). Krytycznie zagrożony wyginięciem endemit Australii; być może już wymarł na wolności.

## Taksonomia
Gatunek składa się z dwóch populacji, których zasięgi występowania dzieli odległość ponad 500 km. Dlatego też populację północną uznawano za osobny gatunek: Litoria flavipunctata Courtice & Grigg, 1975. Przynależność rodzajowa jest niepewna i jej ustalenie wymaga dalszych badań, być może należy przenieść ten takson do rodzaju Ranoidea.

## Występowanie
Obie populacje żyją na wschodzie Australii. Północna zamieszkuje okolice miasta Guyra, położone w paśmie New England Range pomiędzy 1000 i 1500 metrów nad poziomem morza. Południowa natomiast bytuje w obszarze między Canberrą i Bombalą, na wysokości od 700 do 800 metrów nad poziomem morza.
L. castanea zamieszkuje różnorodne zbiorniki głównie wód stojących, jak stawy, bagna czy rozlewiska rzek.

## Rozmnażanie
Dojrzałość płciowa osiągana jest w wieku lat 3, podczas gdy całkowita długość życia wynosi tylko 6 lat.

## Status zagrożenia i ochrona
W Czerwonej księdze gatunków zagrożonych IUCN Litoria castanea klasyfikowana jest jako gatunek krytycznie zagrożony (CR, ang. Critically Endangered), prawdopodobnie wymarły na wolności. Być może przetrwały jakieś nieodkryte populacje, ale potwierdzenie tego wymaga dalszych badań w terenie.
Przedstawiciela populacji północnej spotkano po raz ostatni w 1975 roku. Przedstawicieli populacji południowej nie widziano od lat 80. XX wieku aż do 2009 roku, kiedy to odkryto grupę osobników przy niewielkim strumieniu w okolicach miasta Yass; populacja ta przetrwała na wolności do 2012 roku, a do jej wymarcia przyczyniła się z katastrofalna powódź spowodowana przez zjawisko La Niña. Na szczęście w 2010 roku odłowiono kijanki gatunku w celu utworzenia populacji lęgowej w Taronga Zoo w Sydney. Po prawie 7 latach gatunek pomyślnie się rozmnożył, a jesienią 2018 roku wypuszczono pierwsze urodzone w niewoli osobniki na wolność. Nie wiadomo jednak jeszcze, czy reintrodukcja ta zakończy się sukcesem.
Za główną przyczynę gwałtownego spadku liczebności gatunku na przełomie lat 70. i 80. XX wieku uznaje się obecnie grzybiczą chorobę – chytridiomikozę, która zdziesiątkowała też inne gatunki żab.